# 귀스타브 에펠
알렉상드르 귀스타브 에펠(프랑스어: Alexandre Gustave Eiffel, 1832년 12월 15일 ~ 1923년 12월 27일)은 프랑스의 건축가, 구조 공학자이다. 프랑스 파리의 에콜 상트랄에서 공과대학원 과정을 이수한 이후 다리 놓는 기술을 익혀 가라비 고가교, 두로강 철교등을 만들었다. 1889년 프랑스 혁명 100주년 기념으로 파리에서 열린 만국 박람회를 위해 에펠탑을 건축하였다. 에펠탑은 완공 시점부터 1930년까지 41년동안 세계에서 가장 높은 구조물이었으며 오늘날까지 프랑스의 대표적인 문화 상징물로 여겨진다. 그 외에도 파나마 운하의 수문 공사, 뉴욕의 자유의 여신상 등 여러 나라의 유명한 건축물들의 설계에 관여하였다.

## 참고 문헌
- 이 문서에는 다음커뮤니케이션(현 카카오)에서 GFDL 또는 CC-SA 라이선스로 배포한 글로벌 세계대백과사전의 내용을 기초로 작성된 글이 포함되어 있습니다.